# Vertreibung der Indianer
Die Vertreibung der Indianer (englisch Indian Removal ‚Indianer-Entfernung‘) bezeichnet eine infolge des Indian Removal Act von 1830 aufgekommene Praxis der damaligen USA, indigene Völker östlich des Mississippi in Gebiete westlich des Flusses umzusiedeln, um deren bisheriges Land für die Besiedlung der Weißen zu gewinnen. Geschätzte 100.000 Indianer zogen dadurch in den Westen um – die meisten von ihnen in den 1830ern – und siedelten sich im sogenannten Indianerterritorium an, dem heutigen Staat Oklahoma.
Im Gegensatz zu manchen modernen Missdeutungen befahl das Gesetz keineswegs die erzwungene Umsiedlung. Viele Indianer blieben tatsächlich im Osten. Die Stammeshäuptlinge oder prominente Vertreter wurden mit politischem Druck und finanziellen Anreizen zur Unterschreibung der Umsiedlungs-Verträge gebracht. Heftige Differenzen innerhalb der Indianerstämme waren die Folge. Der Vertrag von New Echota wurde beispielsweise von einer Fraktion prominenter Cherokee unterschrieben, jedoch nicht von den gewählten Stammeshäuptlingen. Die Vertragsbedingungen wurden von Präsident Martin Van Buren verschärft, was den Tod von geschätzten 4.000 Cherokee im Pfad der Tränen zur Folge hatte (meist durch Krankheit). Die Choctaw litten während der Umsiedlung ebenfalls sehr an Krankheiten.
Das Leiden durch die Umsiedlung wurde weiterhin verschlimmert durch schlechte Verwaltung, inadäquate Versorgung (die Einschätzungen für Transport und Proviant waren auf dem Minimallevel) und das Fehlen von zugesicherten Rechten der Indianer vor und nach dem Transport. Die meisten Indianer fügten sich friedlich, oft mit bitterer Resignation, in die Bedingungen der Umsiedlungs-Verträge. Einige Gruppen jedoch begaben sich auf den Kriegspfad, um sich der Erfüllung der Umsiedlungsverträge zu widersetzen, was zeigt, dass die Verträge keineswegs freiwillig waren. Das führte zu zwei kurzen Kriegen (dem Black-Hawk-Krieg von 1832 und dem Zweiten Creekkrieg von 1836), und auch zum langen und verlustreichen Zweiten Seminolenkrieg (1835–1842). Schließlich siegte aber die materielle und kriegerische Übermacht.

## Hintergrund
Ab der Präsidentschaft von Thomas Jefferson war Amerikas Politik darauf ausgerichtet, Indianern zu erlauben, östlich des Mississippi zu bleiben, jedoch unter der Bedingung, dass sie „assimiliert“ oder „zivilisiert“ werden. Sie sollten an einem Ort siedeln, das Land bearbeiten, Gemeinschaftsland in privates Eigentum umverteilen und grundsätzlich die christliche Religion und deren Werte annehmen d. h. sich kulturell von ihrer bisherigen von den Weißen als rückständig und gotteslästerlich angesehenen Kultur Abschied nehmen.

## Indianer-Umsiedlung im Südosten

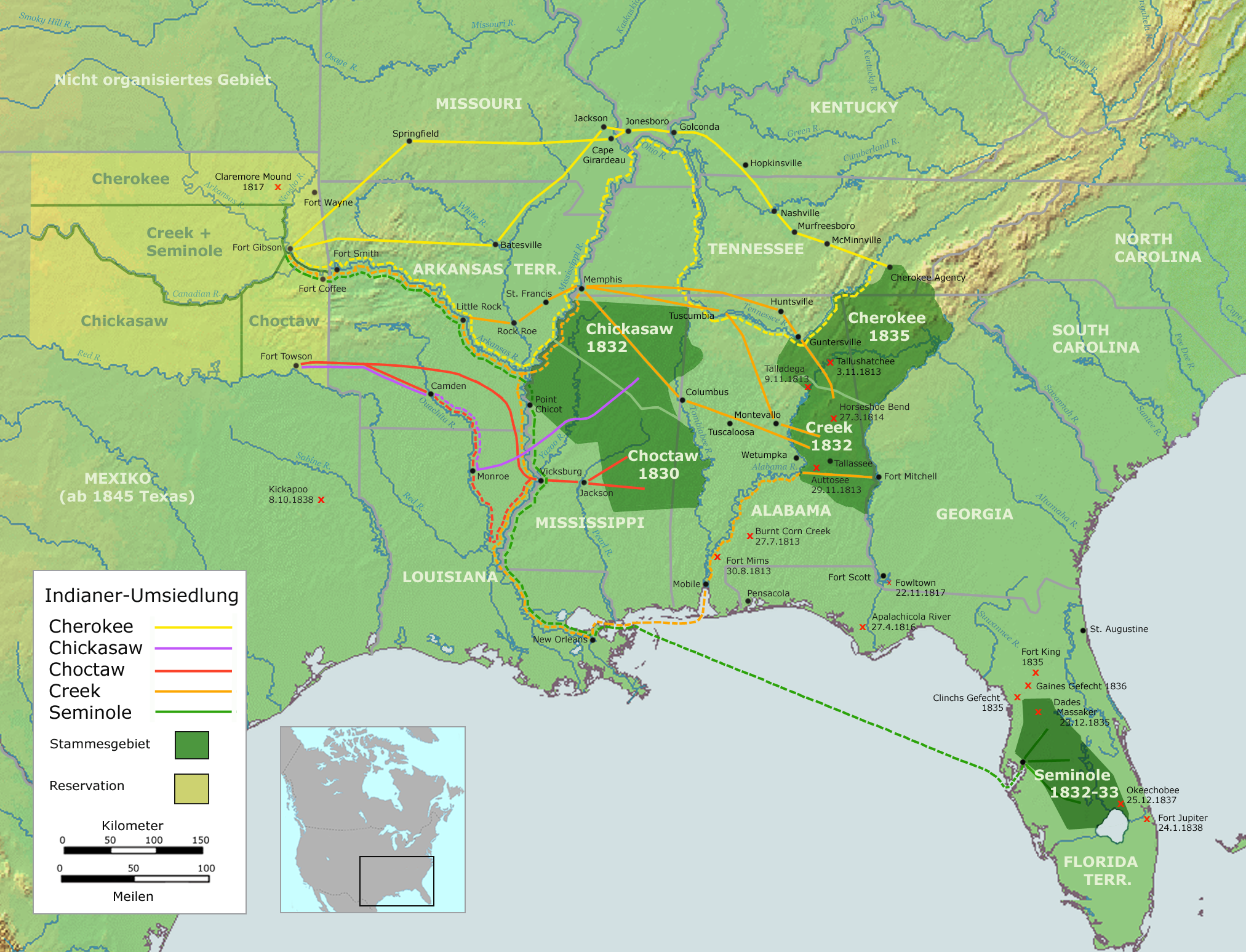
Routen der Indianer-Umsiedlung im Südosten der USA

1830 lebten die so genannten Fünf zivilisierten Nationen, die Chickasaw, Choctaw, Muskogee, Seminolen und Cherokee immer noch östlich des Mississippi. Sie wurden zivilisiert genannt, da die meisten Stammesmitglieder viele Aspekte der amerikanisch-europäischen Kultur inklusive des Christentums angenommen hatten. Die Cherokee hatten ein eigenes Schriftsystem, entwickelt von Sequoyah, und publizierten eine Zeitung in Cherokee und Englisch.
Trotz dieser Kultivierung war die Position der Stämme nicht sicher. Einige sahen in der Präsenz der Stämme eine Bedrohung für Frieden und Sicherheit, da viele Indianer in früheren Kriegen gegen die Vereinigten Staaten gekämpft hatten, oft bewaffnet durch fremde Staaten wie Großbritannien und Spanien. Andere weiße Siedler und Landspekulanten wollten das Land schlicht für sich haben und nicht den als minderwertig angesehenen Wilden überlassen.
Zusätzlich wünschten sich die Regierungen der verschiedenen US-Staaten das ganze Stammesland unter ihre Verfügungsgewalt, um so leichter an das Land und seine Bodenschätze zu kommen. 1830 verabschiedete Georgia ein Gesetz, das Weißen verbot, nach dem 31. März 1831 im Indianerterritorium ohne Staatserlaubnis zu wohnen. Dieses Gesetz wurde geschrieben, um weiße Missionare, die den Indianern dabei halfen, der Umsiedlung zu widerstehen, fernzuhalten. Der missionarische Organisator Jeremiah Evarts drängte die Cherokee-Nation dazu, ihren Fall vor den Obersten Gerichtshof der Vereinigten Staaten zu bringen. Richter John Marshall urteilte, dass Indianer-Stämme keine souveränen Nationen seien (Cherokee-Nation gegen Georgia 1831), sondern Schutzbefohlene der Bundesregierung, über deren Stammesland die einzelnen Bundesstaaten keine Rechtsetzungs- und Verwaltungsbefugnis hätten (Worcester gegen Georgia 1832). Präsident Andrew Jackson wird oft mit dem Satz zitiert: John Marshall hat seine Entscheidung gefällt. Jetzt lass sie ihn durchsetzen! Jackson hat das wahrscheinlich nicht gesagt, obwohl er damals und bis heute kritisiert wird, keinen Versuch gemacht zu haben, die Stämme vor den Staatsregierungen zu schützen.
Andrew Jackson und andere Kandidaten der neuen Demokratischen Partei machten die Indianer-Umsiedlung zu einem Hauptanliegen in der Wahlkampagne von 1828, was zeigt, dass sich viele Weiße vor allem materielle Vorteile davon versprachen. 1830 verabschiedete der Kongress das Indianer-Umsiedlungs-Gesetz und Präsident Jackson ratifizierte es. Das Umsiedlungs-Gesetz erlaubte es der Regierung, mit den verschiedenen Stämmen Umsiedlungs-Verträge abzuschließen. Der Vertrag von Dancing Rabbit Creek mit den Choctaw war der erste; während etwa 7.000 Choctaw letztendlich in Mississippi blieben, zogen etwa 14.000 entlang des Red River weiter und siedelten dort. Andere Verträge liefen weniger gut; der dubiose Vertrag von New Echota mit den Cherokee resultierte im Pfad der Tränen.
Als Resultat wurden die fünf Stämme ins Indianerterritorium (heute Oklahoma und Teile von Kansas) umgesiedelt. Einige Indianer wurden ausgewiesen, während jene, die auf ihrem individuellen Land lebten (nicht auf Stammesgrund) nicht das Ziel der Umsiedlung waren. Jene, die geblieben waren, bildeten schließlich Stammesgruppen, wie die Östlichen Cherokee in North Carolina.
1835 widersetzten sich die Seminolen Florida zu verlassen, was zum Zweiten Seminolenkrieg führte. Der wichtigste Kriegshäuptling war Osceola, der die Seminolen in ihrem Kampf gegen die Umsiedlung führte. Sich in den Everglades von Florida verbergend nutzten Osceola und seine Gruppe Überraschungsmomente, um die US-Armee in mehreren Gefechten zu schlagen. 1837 wurde Osceola bei dem Versuch gefangen genommen, einen Friedensvertrag auszuhandeln. Er starb im Gefängnis, doch die Seminolen kämpften weiter. Einige zogen sich tiefer in die Everglades zurück, während andere nach Westen flohen. Der Zweite Seminolenkrieg endete 1842 mit dem Sieg der USA.

## Indianer-Umsiedlung im Nordosten
Zum Zeitpunkt des Indian Removal Act waren die indigenen Völker im Nordwesten weniger zahlreich und eher zersplittert, so dass es keiner so großen Aktionen wie im Südosten bedurfte. Zudem hatten sie mit dem Northwest Indian War und im Krieg von 1812 den alten Nordwesten (südlich der großen Seen und östlich des Mississippi) größtenteils bereits verloren. Allerdings waren im Indianerterritorium auch Areale für diese Gruppen vorgesehen, insbesondere für die Shawnee, Potawatomi sowie die Sauk und Fox. Letztere wurden allerdings erst nach dem Black-Hawk-Krieg 1832 endgültig aus Illinois vertrieben und mussten im heutigen Iowa siedeln, von wo aus sie später auch ins heutige Oklahoma umgesiedelt wurden. Auch die Seneca gaben mit dem Zweiten Vertrag von Buffalo Creek 1838 einen großen Teil ihres Territoriums in New York auf um gemeinsam mit den Cayuga im äußersten Nordosten des heutigen Oklahoma ein Areal zu bekommen.